# نورثویل (نیوجرسی)
نورثویل (به انگلیسی: Northvale) شهری در ایالت نیوجرسی کشور ایالات متحده آمریکا است که جمعیت آن در سرشماری سال ۲۰۱۰ میلادی، ۴٬۶۴۰ نفر بوده‌است.